# 모스라 대 고지라
《고질라 5 - 모스라 대 고질라》(Mothra Vs. Godzilla)는 일본에서 제작된 혼다 이시로 감독의 1964년 영화이다. 타카라다 아키라 등이 주연으로 출연하였다.

## 출연

### 주연
- 타카라다 아키라
- 호시 유리코

### 조연
- 코이즈미 히로시
- 후지키 유
- 사하라 켄지
- 타지마 요시후미
- 타부 켄조
- 사다 유타카
- 후지타 스스무
- 사와무라 이키오
- 야마모토 렌
- 오토모 신
- 오무라 센키치
- 코스기 요시오
- 와카모토 히로노부
- 오마에 와타루
- 우노 코지
- 테즈카 카츠미
- 나카지마 하루오
- 해롤드 콘웨이
- 이토 유미
- 노무라 코조
- 츠츠미 야스히사
- 오카베 타다시
- 쿠노 세이쉬로
- 나카야마 유타카
- 후루타 토시히코
- 야시로 미키
- 타니 아키라

## 기타
- 미술: 키타 타케오